# 구미대로
구미대로(Gumi-daer)는 경상북도 구미시 임은동 임은삼거리에서 신평동 신평네거리를 잇는 133km중 수출탑오거리에서 신평네거리구간 지방도 제514호선 구간이다.

## 주요 경유지
경상북도
- 구미시 (임은동 . 광평동 . 신평동)

## 노선
| 이름            | 접속 노선        | 소재지          | 소재지          | 비고                  |
| 금오대로와 직결 | 금오대로와 직결  | 금오대로와 직결 | 금오대로와 직결 | 금오대로와 직결       |
| --------------- | ---------------- | --------------- | --------------- | --------------------- |
| 임은삼거리      | 왕산로           | 구미시          | 임은동          |                       |
| 광평오거리      | 1공단로 새마을로 | 구미시          | 광평동          |                       |
| 광평교          |                  | 구미시          | 광평동          |                       |
| 수출탑오거리    | 수출대로         | 구미시          | 광평동          | 지방도 제514호선 구간 |
| 공대네거리      | 구미대로 30번길  | 구미시          | 신평동          | 지방도 제514호선 구간 |
| 신평네거리      | 야은로 신비로    | 구미시          | 신평동          | 지방도 제514호선 구간 |

## 주요 시설및 건물
- SK에너지 승우주유소 (구미대로 128/사곡동 258-2)
- 3M 선팅 구미사곡점 (구미대로 134/사곡동 259)
- 상림자동차종합정비검사 (구미대로 142/사곡동 354-17)
- 현대모비스 구미공단상사 (구미대로 148/사곡동 354-18)
- 현대모비스 현대남부상사 (구미대로 150/사곡동 354-14)
- 폭포자동차정비 (구미대로 153/광평동 산 24-22)
- 홈플러스 구미점 (구미대로 174/광평동 792-21)
- 새구미꽃조경 (구미대로 197/광평동 산 33-1)
- BMW 코오롱모터스 구미전시장 (구미대로 198/광평동 792-134)
- 애니카랜드 공단점 (구미대로 206/광평동 523-4)
- 중앙새마을금고광명지점 (구미대로 216/광평동 513-1)
- 농협 구미공단지점 (구미대로 218/광평동 512)
- 시몬스 구미점 (구미대로 226/광평동 456-8)
- 전자랜드 프라이스킹 광평점 (구미대로 232/광평동 481)
- LG전자베스트샆 구미광평점 (구미대로 234/광평동 474-2)
- 이마트 구미점 (구미대로 256/광평동 65-1)
- SK에너지 구미공단대리점 (구미대로 274/광평동 55-11)
- SK에너지 SK행복충전 대용충전소 (구미대로 276/광평동 55-1)
- 광평초등학교 (구미대로 285/신평동 275-2)
- S-OIL 행복드림주유소 (구미대로 296/신평동 299-3)
- 농협 구미농협 예스지점 (구미대로 342/신평동 399-26)
- 농협 동구미지점 (구미대로 383/신평동 150-13)
- 구미신평우편취급국 (구미대로 399/신평동 150-17)
- 투썸플레이스 구미신평점 (구미대로 409/신평동 150-61)
- 버거킹 구미신평점 (구미대로 409 /신평동 150-61)